# 1854 (numero)
Milleottocentocinquantaquattro (1854) è il numero naturale dopo il 1853 e prima del 1855.

## Proprietà matematiche
- È un numero pari.
- È un numero composto da 12 divisori: 1, 2, 3, 6, 9, 18, 103, 206, 309, 618, 927, 1854. Poiché la somma dei suoi divisori (escluso il numero stesso) è 2202 > 1854, è un numero abbondante.
- È esprimibile come somma di una serie di quadrati consecutivi: 1854 = 202 + 212 + 222 + 232.
- È un numero di Harshad nel sistema numerico decimale, cioè è divisibile per la somma delle sue cifre.
- È un numero semiperfetto in quanto pari alla somma di alcuni (o tutti) i suoi divisori.
- È un numero congruente.
- È un numero malvagio.
- È parte delle terne pitagoriche (1854, 2472, 3090), (1854, 8240, 8446), (1854, 10528, 10690), (1854, 31800, 31854), (1854, 95472, 95490), (1854, 286440, 286446), (1854, 859328, 859330).

## Astronomia
- 1854 Skvortsov è un asteroide della fascia principale del sistema solare.

## Astronautica
- Cosmos 1854 è un satellite artificiale russo.